# Hans Conrad Leipelt
Hans Conrad Leipelt, född 18 juli 1921 i Wien, död 29 januari 1945 i Stadelheim, München, var en tysk motståndskämpe. Han tillhörde Vita rosen och verkade i huvudsak i Hamburg med bland andra Marie-Luise Jahn.
Efter syskonen Hans och Sophie Scholls och Christoph Probsts avrättning i februari 1943 övertog Leipelt Vita rosens sjätte flygblad. Leipelt och Jahn delade ut dessa bland sina familjer och vänner. De båda greps, när de samlade in pengar åt Kurt Hubers änka. Leipelt dömdes till döden och avrättades med giljotin, medan Jahn fick tolv års fängelse.